# Hình ba lá
Hình ba lá (tiếng Anh: trefoil; tiếng Latin: trifolium; tiếng Pháp: trèfle) là một thể tạo hình bao gồm đường nét của ba vòng gối lên nhau.

## Kiến trúc
Hình ba lá là một thuật ngữ trong kiến trúc Gothic chỉ những mẫu trang trí hình lá hoặc mũi lá thể hiện trong các kiểu trang trí mạng gân, bảng phiến...trong đó phần giữa có một hình ba lá (hình thành từ ba vòng tròn gối chồng lên nhau). Một trong các thí dụ xưa nhất là kiểu trang trí mạng gân trên các đòn ngang trong Nhà thờ Winchester (1222 - 1235). Phiên bản bốn lá của kiến trúc hình ba lá là bốn lá (quatrefoil).
Hình ba lá kết hợp với một tam giác đều cũng là biểu tượng khá phổ biến của giáo hội Ba Ngôi Kitô hữu (Christian Trinity) trong các giai đoạn cuối thời Trung đại tại một vài nơi ở châu Âu. Hai trong số này có hình mô tả ở dưới:

Kiến trúc ba lá (cũng là một biểu tượng của Kitô hữu)
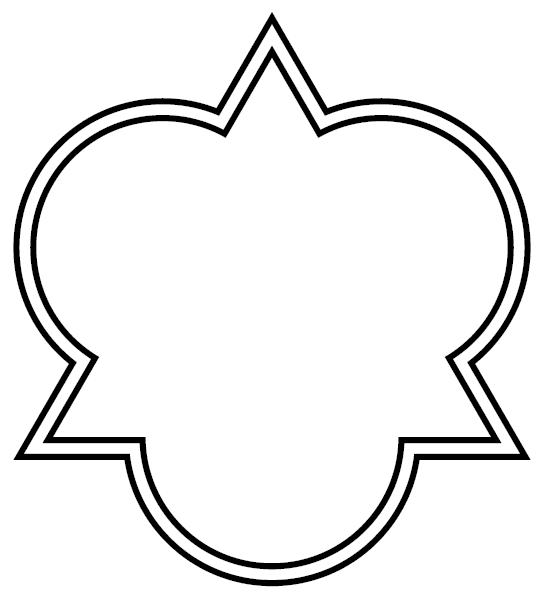
Hình ba lá và tam giác đều theo đường nét bên ngoài
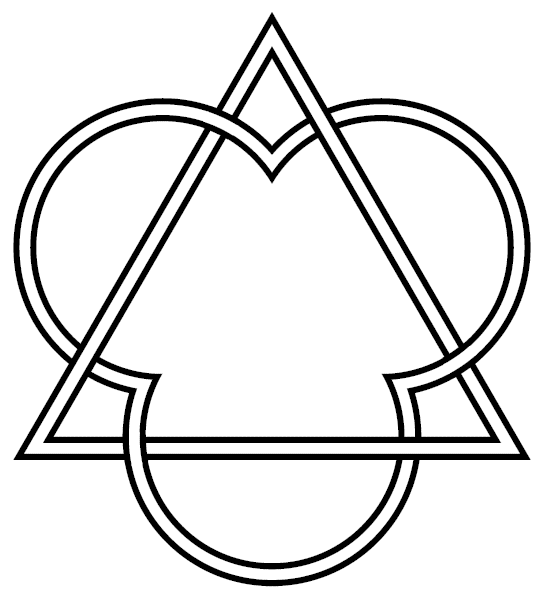
Hình ba lá và tam giác đều đan chéo vào nhau

## Các ý nghĩa khác
Ba lá cũng có thể là:
- Tên thông dụng cho vài loại thảo mộc có ba lá.
- Tên của một biểu tượng dùng để chỉ cảnh báo phóng xạ nguy hiểm.
- Ba lá adidas là biểu trưng của hãng Adidas.
- Một hình thức kiểu cách đặc biệt của hình ba lá trong phù hiệu được dùng như thành phần chính trong biểu trưng của hầu hết các tổ chức Nữ Hướng đạo trên thế giới trong đó có Hướng đạo Việt Nam.

Biểu tượng để chỉ phóng xạ nguy hiểm
Hình ba lá màu trắng tượng trưng cho nữ Hướng đạo Việt Nam
Phù hiệu của Hội Nữ Hướng đạo Thế giới có hình ba lá